# Francisco Higino Craveiro Lopes (1838-1909)
Francisco Higino Craveiro Lopes (Lisboa, 21 de junho de 1838 — Lisboa, 11 de agosto de 1909) foi um general português.

## Vida
Francisco nasceu em 21 de junho de 1838, na freguesia de São José, em Lisboa, filho de Francisco Xavier Lopes e Maria Amália Lopes. Em 13 de agosto de 1852, assentou praça como voluntário no Batalha de Caçadores N.º 5. Foi promovido a alferes em 5 de outubro de 1858 e a tenente por decreto de 5 de julho de 1862. Passou ao Regimento de Artilharia N.º 3 em 4 de setembro de 1863. Em 8 de janeiro de 1864, foi transferido ao Estado Maior de Artilharia. Por decreto de 25 de julho de 1866, foi para o Regimento de Artilharia N.° 4 e em 26 foi promovido a capitão.